# Ferruccio Bonivento
Ferruccio Bonivento (Artegna, 12 ottobre 1906 – Venezia, 22 dicembre 1991) è stato un arbitro di calcio italiano.

## Carriera
All'alba degli anni trenta inizia ad arbitrare per la sezione di Venezia in Prima Divisione, dal 1931 dirige le prime partite del campionato di Serie B, nella massima serie esordisce a Torino il 23 ottobre 1932 ancora molto giovane, a ventisei anni, nella partita Juventus-Pro Patria (2-0).
Partecipa come assistente (oggi li chiamiamo guardalinee) ai campionati mondiali del 1934, il 27 maggio 1934 Ferruccio Bonivento e l'austriaco Alois Baranek assistono lo svedese Ivan Eklind nella partita Svizzera-Olanda (3-2), sarà lo stesso arbitro che avrebbe in seguito arbitrato la finalissima Italia-Cecoslovacchia, con gli azzurri vittoriosi (2-1) dopo i tempi supplementari.
Arbitra in Serie B ed in Serie A fino al termine della stagione 1947-1948, il 20 giugno 1948 arbitra a Milano la sua ultima partita Inter-Napoli (1-0), gara con un lungo strascico di polemiche che lo porteranno un mese dopo lunedi 19 luglio 1948 a dimettersi dall'Associazione Italiana Arbitri dichiarandosi diffamato dalle accuse napoletane, e chiudendo così la sua quasi ventennale onorata carriera arbitrale, con oltre cento gare arbitrate nelle serie minori e 71 direzioni in Serie A.